# Adesmus pirauna
Adesmus pirauna es una especie de escarabajo longicornio del género Adesmus, categorizada en la tribu Hemilophini, de la subfamilia Lamiinae. Fue descrita por Galileo & Martins en 1999.

## Descripción
Mide 10,3-11,6 mm de longitud.

## Distribución
Se distribuye por América: Colombia, Costa Rica y Panamá.